# Adam Rychlý
Adam Rychlý (* 25. září 1998 Oldřišov) je bývalý český fotbalový obránce, odchovanec SFC Opava.

## Klubová kariéra
S fotbalem začal v jeho rodné obci Oldřišov. Ve svých 10 letech přestoupil do SFC Opava, kde  působil 15 let. 

### SFC Opava
V létě 2017 začal hrát za seniorské kategorie Slezského FC. Prvoligový debut zaznamenal dne 13. září 2019 proti Sigmě Olomouc, kdy nastupoval v 87. minutě. Opavští tehdy vyhráli 2:1. Premiérové ligové branky se dočkal při remíze 3:3 s Vlašimí dne 24. července 2021. Za áčko Opavy odehrál 69 zápasů, 4krát rozvlnil síť a připsal si jednu asistenci. Po vleklých zdravotních problémech s kotníkem, kvůli kterým 1,5 roku nenastoupil ani do jednoho zápasu, přerušil hráčskou kariéru.

### FC Odra Petřkovice (hostování)
Na půlsezónní hostování do tehdy třetiligových Petřkovic odešel dne 24. července 2018. Za trvání tohoto hostování stihl odehrát 17 soutěžních zápasů a vstřelil 1 branku.

## Trenérská kariéra
Po přerušení hráčské kariéry se stal kustodem v A-týmu Opavy.

## Reprezentační kariéra
Za Českou fotbalovou reprezentaci nastoupil pouze jednou, a to v mládežnické kategorii U19. V zápase proti Velšské U19 odehrál celý zápas a nakonec Česko zvítězilo 1:0.